# Grundlsee (gemeente)
Grundlsee is een gemeente in de Oostenrijkse deelstaat Stiermarken, en maakt deel uit van het Bezirk Liezen.
Grundlsee telt 1198 inwoners.
De gemeente bestaat uit de volgende plaatsen:
- Au
- Archkogl
- Mosern
- Bräuhof
- Gaiswinkl
- Kreuz
- Gößl
- Wienern

Admont ·
Aigen im Ennstal ·
Altaussee ·
Altenmarkt bei Sankt Gallen ·
Ardning ·
Bad Aussee ·
Bad Mitterndorf ·
Gaishorn am See ·
Grundlsee ·
Irdning-Donnersbachtal ·
Landl ·
Lassing ·
Liezen ·
Rottenmann ·
Sankt Gallen ·
Selzthal ·
Stainach-Pürgg ·
Trieben ·
Wildalpen ·
Wörschach
Politische Expositur Gröbming:
Aich ·
Gröbming ·
Haus ·
Michaelerberg-Pruggern ·
Mitterberg-Sankt Martin ·
Öblarn ·
Ramsau am Dachstein ·
Schladming ·
Sölk
- Gemeinsame Normdatei: 4094163-2
- Virtual International Authority File: 236824686